# Resolutie 1727 Veiligheidsraad Verenigde Naties
Resolutie 1727 van de Veiligheidsraad van de Verenigde Naties werd unaniem door de
VN-Veiligheidsraad aangenomen op 15 december 2006. Ze
verlengde de sancties tegen Ivoorkust tot 31 oktober 2007 en verlengde de
groep van experts die de illegale wapenhandel naar Ivoorkust en in tegenstelling met die sancties onderzocht
met een half jaar.

## Achtergrond
In 2002 brak in Ivoorkust een burgeroorlog uit tussen de regering in het christelijke zuiden en rebellen in het islamitische noorden van het land. In 2003 leidden onderhandelingen tot de vorming van een regering van nationale eenheid en waren er Franse en VN-troepen aanwezig. In 2004 zegden de rebellen hun vertrouwen in de regering op en namen opnieuw de wapens op. Op 6 november kwamen bij Ivoriaanse luchtaanvallen op de rebellen ook 9 Franse vredeshandhavers om. Nog die dag vernietigden de Fransen de gehele vloot van de Ivoriaanse luchtmacht, waarna ongeregeldheden uitbraken in de hoofdstad Abidjan.

## Inhoud

### Waarnemingen
Men was bezorgd om de aanhoudende crisis in Ivoorkust en de verslechterende toestand die ernstige humanitaire
gevolgen met zich meebracht.

### Handelingen
De Veiligheidsraad besloot de sancties die met resolutie 1572 in 2004 waren opgelegd te verlengen tot 31 oktober 2007.
Van alle partijen in het land, waaronder de overgangsregering en de Forces Nouvelles, werd geëist dat ze de groep van experts, de UNOCI-vredesmacht en de ondersteunende Franse troepen ongehinderd lieten.
Het mandaat van die groep van experts, die de wapenhandel naar Ivoorkust onderzocht, werd eveneens verlengd, met zes maanden.
Ten slotte verklaarde de Raad zich bereid om gerichte maatregelen op te leggen tegen personen die onder meer:
a. Een bedreiging vormden voor de vrede en verzoening,
b. De vredesmacht, de Franse troepen, de Hoge Vertegenwoordiger voor de Verkiezingen, de IWG of de bemiddelaar aanvielen of hinderden,
c. De bewegingsvrijheid van de vredesmacht of de Franse troepen hinderden,
d. Ernstige mensenrechtenschendingen pleegden,
e. Opriepen tot haat en geweld,
f. De opgelegde sancties schonden.

## Verwante resoluties
- Resolutie 1721 Veiligheidsraad Verenigde Naties
- Resolutie 1726 Veiligheidsraad Verenigde Naties
- Resolutie 1739 Veiligheidsraad Verenigde Naties (2007)
- Resolutie 1761 Veiligheidsraad Verenigde Naties (2007)

Lijst ·  1652 ·  1653 ·  1654 ·  1655 ·  1656 ·  1657 ·  1658 ·  1659 ·  1660 ·  1661 ·  1662 ·  1663 ·  1664 ·  1665 ·  1666 ·  1667 ·  1668 ·  1669 ·  1670 ·  1671 ·  1672 ·  1673 ·  1674 ·  1675 ·  1676 ·  1677 ·  1678 ·  1679 ·  1680 ·  1681 ·  1682 ·  1683 ·  1684 ·  1685 ·  1686 ·  1687 ·  1688 ·  1689 ·  1690 ·  1691 ·  1692 ·  1693 ·  1694 ·  1695 ·  1696 ·  1697 ·  1698 ·  1699 ·  1700 ·  1701 ·  1702 ·  1703 ·  1704 ·  1705 ·  1706 ·  1707 ·  1708 ·  1709 ·  1710 ·  1711 ·  1712 ·  1713 ·  1714 ·  1715 ·  1716 ·  1717 ·  1718 ·  1719 ·  1720 ·  1721 ·  1722 ·  1723 ·  1724 ·  1725 ·  1726 ·  1727 ·  1728 ·  1729 ·  1730 ·  1731 ·  1732 ·  1733 ·  1734 ·  1735 ·  1736 ·  1737 ·  1738